# Saint-Nicolas-d’Attez
Saint-Nicolas-d’Attez – miejscowość i dawna gmina we Francji, w regionie Normandia, w departamencie Eure. W 2013 roku jej populacja wynosiła 167 mieszkańców. 
W dniu 1 stycznia 2016 roku z połączenia trzech ówczesnych gmin – Dame-Marie, Saint-Nicolas-d’Attez oraz Saint-Ouen-d’Attez – utworzono nową gminę Sainte-Marie-d’Attez. Siedzibą gminy została miejscowość Saint-Ouen-d’Attez. 